# Teksaski cyklon
Teksaski cyklon (ang. Texas Cyclone) – amerykański western z 1932 roku w reżyserii  D. Rossa Ledermana.

## Opis fabuły
Pescot Grant przybywa do nieznanego mu miasteczka, w którym wszyscy go rozpoznają, ale nie jako Granta tylko jako  dawno zmarłego człowieka o imieniu Rawlins. Wdowa Rawlins jest przekonana, że jej mąż powrócił. Grant postanawia rozwiązać zagadkę.

## Obsada[1]
- Tim McCoy - "Texas" Grant
- Shirley Grey - Helen Rawlins
- Wheeler Oakman - Utah Becker
- John Wayne - Steve Pickett
- Wallace MacDonald - Nick Lawler, prowadzący ranczo